# Marie-Louise Dräger
Marie-Louise Dräger, född 11 april 1981 i Lübeck i dåvarande Västtyskland, är en tysk roddare. 
Dräger tävlade för Tyskland vid olympiska sommarspelen 2008 i Peking, där hon tillsammans med Berit Carow slutade på 4:e plats i lättvikts-dubbelsculler. Vid olympiska sommarspelen 2012 i London slutade Dräger på 11:e plats i singelsculler.
Vid olympiska sommarspelen 2016 i Rio de Janeiro slutade Dräger och Fini Sturm på 11:e plats i lättvikts-dubbelsculler.